# Logan Marshall-Green
Logan Marshall-Green (sinh ngày 1/11/1976) là nam diễn viên người Mỹ. Anh được biết đến qua các sê-ri truyền hình như 24, The O.C. hay Quarry. Về điện ảnh, anh từng tham gia các phim Prometheus, Spider-Man: Homecoming và Upgrade.